# Hillesheim (Magonza-Bingen)
Hillesheim è un comune di 594 abitanti della Renania-Palatinato, in Germania.
Appartiene al circondario (Landkreis) di Magonza-Bingen (targa MZ) ed è parte della comunità amministrativa (Verbandsgemeinde) di Rhein-Selz.

## Storia

### Simboli
Lo scudo è partito e riporta nella prima metà lo stemma dei Signori di Daun-Oberstien (d'oro, cancellato di rosso), proprietari della Contea di Falkenstein, alla quale apparteneva parte del villaggio. La seconda partizione reca una rosa (la rosa degli Ebersteiner), simbolo del monastero cistercense di Rosenthal — fondato nel 1241 dal conte Eberhard IV von Eberstein (ca. 1190-1263) — che possedeva l'altra metà del paese.

Stemma dei Signori di Daun
Stemma dei Conti di Eberstein